# Leichtathletik-Jugendweltmeisterschaften 2009
Die 6. Leichtathletik-Jugendweltmeisterschaften fanden vom 8. bis 12. Juli 2009 in Italien in der Südtiroler Stadt Brixen (italienisch: Bressanone) statt.
Mit 46 Nationen, die zumindest eine Medaille gewannen, wurde ein neuer Rekord aufgestellt, wovon 9 zum ersten Mal bei einer Jugendweltmeisterschaft das Podium erreichten.

## Jungen

### 100 m
| Platz | Athlet            | Land | Zeit (s) |
| ----- | ----------------- | ---- | -------- |
| 1     | Prezel Hardy      | USA  | 10,57    |
| 2     | Aaron Brown       | CAN  | 10,74    |
| 3     | Giovanni Galbieri | ITA  | 10,79    |
| 4     | Ryōta Yamagata    | JPN  | 10,80    |
| 5     | Huang Xiang       | CHN  | 10,83    |
| 6     | Takumi Kuki       | JPN  | 10,88    |
| 7     | Jimmy Vicaut      | FRA  | 10,89    |
| 8     | Moriba Morain     | TTO  | 10,94    |

### 200 m
| Platz | Athlet            | Land | Zeit (s) |
| ----- | ----------------- | ---- | -------- |
| 1     | Kirani James      | GRN  | 21.05 PB |
| 2     | Alberto Gavalda   | ESP  | 21,33 SB |
| 3     | Keenan Brock      | USA  | 21,39    |
| 4     | Dedric Dukes      | USA  | 21,61    |
| 5     | Tomasz Kluczynski | POL  | 21,70    |
| 6     | Leandro de Araújo | BRA  | 21,78    |
| 7     | Sam Watts         | GBR  | 22,00    |
| 8     | Johannes de Klerk | RSA  | 22,04    |

### 400 m
| Platz | Athlet              | Land | Zeit (s)    |
| ----- | ------------------- | ---- | ----------- |
| 1     | Kirani James        | GRN  | 45,24 CR PB |
| 2     | Joshua Mance        | USA  | 45,22 PB    |
| 3     | Awad El Karim Makki | SUD  | 45,15 SB    |
| 4     | Nathan Wake         | GBR  | 47,20       |
| 5     | Frazer Wickes       | NZL  | 47,66       |
| 6     | Javere Bell         | JAM  | 47,89 PB    |
| 7     | Shogo Momiki        | JPN  | 48,01       |
| 8     | Varg Königsmark     | GER  | 48,12       |

### 800 m
| Platz | Athlet                      | Land | Zeit (min) |
| ----- | --------------------------- | ---- | ---------- |
| 1     | Johan Rogestedt             | SWE  | 1:50,92 SB |
| 2     | Peter Flangat Kiplangat     | KEN  | 1:50,97    |
| 3     | Nicholas Kiplangat Kipkoech | KEN  | 1:51,01    |
| 4     | Benjamin Herriau            | FRA  | 1:51,79    |
| 5     | Alexander Rowe              | AUS  | 1;52,13    |
| 6     | Giorgio Chuchu              | ERI  | 1:53,58    |
| 7     | Alejandro Hernández         | CUB  | 1:55,57    |
| 8     | Fikadu Dejene               | ETH  | 2:02,47    |

### 1500 m
| Platz | Athlet                | Land | Zeit (min)  |
| ----- | --------------------- | ---- | ----------- |
| 1     | Gideon Kiage Mageka   | KEN  | 3:37,36 WYL |
| 2     | Caleb Mwangangi Ndiku | KEN  | 3:38,42     |
| 3     | Girma Bekele          | ETH  | 3:39,88 PB  |
| 4     | Zebene Alemayehu      | ETH  | 3:43,58 PB  |
| 5     | Mohamad al-Garni      | QAT  | 3:43,86     |
| 6     | Badr Lakhal           | MAR  | 3:47,82 SB  |
| 7     | Kane Grimster         | AUS  | 3:50,89     |
| 8     | Othmane Laaroussi     | MAR  | 3:52,63     |

### 3000 m
| Platz | Athlet                 | Land | Zeit (min) |
| ----- | ---------------------- | ---- | ---------- |
| 1     | Isaiah Kiplangat Koech | KEN  | 7:51,51 CR |
| 2     | David Kiprotich Bett   | KEN  | 7:52,13 PB |
| 3     | Goitom Kifle           | ERI  | 8:05,83 PB |
| 4     | Hicham Sigueni         | MAR  | 8:12,88 SB |
| 5     | Simon-Pierre Niyukuri  | BDI  | 8:14,78    |
| 6     | Ferku Feyisa           | ETH  | 8:15,54    |
| 7     | Marcel Fehr            | GER  | 8:16,38 PB |
| 8     | Kazuto Nishiike        | JPN  | 8:16,73 PB |

### 10.000 m Bahngehen
| Platz | Athlet                   | Land | Zeit (min)     |
| ----- | ------------------------ | ---- | -------------- |
| 1     | Hagen Pohle              | GER  | 41:35,99 CR PB |
| 2     | Dementiy Cheparev        | RUS  | 41:53,76 PB    |
| 3     | Ihor Lyashchenko         | UKR  | 42:01,90 PB    |
| 4     | Trevor Barron            | USA  | 42:22,79 PB    |
| 5     | José Leonardo Montaña    | COL  | 42:28,76 PB    |
| 6     | Cristhian de Jesús Gómez | MEX  | 43:15,32 PB    |
| 7     | Alberto Amezcua          | ESP  | 43:35,39 PB    |
| 8     | Dane Bird-Smith          | AUS  | 43:53,62       |

### 110 m Hürden
| Platz | Athlet                | Land | Zeit (s)  |
| ----- | --------------------- | ---- | --------- |
| 1     | Dale Morgan           | USA  | 13,28 WYL |
| 2     | Jack Meredith         | GBR  | 13,33 PB  |
| 3     | Gregory MacNeil       | CAN  | 13,51     |
| 4     | Arnau Erta            | ESP  | 13,69     |
| 5     | Gregor Traber         | GER  | 13,74     |
| 6     | Jean Roberto da Silva | BRA  | 13,87     |
| 7     | Wang Dongqiang        | CHN  | 13,89     |
|       | Dario Vanderveken     | BEL  | DNS       |

### 400 m Hürden
| Platz | Athlet                         | Land | Zeit (s)  |
| ----- | ------------------------------ | ---- | --------- |
| 1     | Norge Sotomayor                | CUB  | 51,30 WYL |
| 2     | Jeremiah Kipkorir Mutai        | KEN  | 51,45 PB  |
| 3     | José Reynaldo Bencosme de Leon | ITA  | 51,74     |
| 4     | Seiya Kato                     | JPN  | 52,10 PB  |
| 5     | Lorenzo Veroli                 | ITA  | 52,38 PB  |
| 6     | Dmitri Koblow                  | KAZ  | 52,55 PB  |
| 7     | Amadou Ndiaye                  | SEN  | 52,66     |
| 8     | Ziemowit Dutkiewicz            | POL  | 52,73     |

### 2000 m Hindernis
| Platz | Athlet               | Land | Zeit (min)  |
| ----- | -------------------- | ---- | ----------- |
| 1     | Hillary Yego         | KEN  | 5:25,33 WYL |
| 2     | Peter Kibet Lagat    | KEN  | 5:26,59 PB  |
| 3     | Desta Alemu          | ETH  | 5:29,66 PB  |
| 4     | Abdellah Dacha       | MAR  | 5:30,51 PB  |
| 5     | Berhanu Shiferaw     | ETH  | 5:37,32 PB  |
| 6     | Isaac Kemboi Chelimo | BHR  | 5:45,25 PB  |
| 7     | Taha Gourrida        | TUN  | 5;50,53 PB  |
| 8     | Fawzi Bourouih       | ALG  | 5:53,65 PB  |

### Sprint-Staffel (100 m – 200 m – 300 m – 400 m)
| Platz | Land                | Athleten                                                                   | Zeit (s)    |
| ----- | ------------------- | -------------------------------------------------------------------------- | ----------- |
| 1     | Vereinigte Staaten  | Colin Hepburn Keenan Brock Dedric Dukes Joshua Mance                       | 1:50,33 WYB |
| 2     | Brasilien           | Jonathas da Silva Jean Roberto da Silva Jackson da Silva Leandro de Araújo | 1:52,66     |
| 3     | Japan               | Takumi Kuki Ryōta Yamagata Ko Kayada Shogo Momiki                          | 1:52,82 SB  |
| 4     | Neuseeland          | Todd Johnston Joseph Millar Alex Jordan Frazer Wickes                      | 1:53,51 PB  |
| 5     | Trinidad und Tobago | Jamol James Moriba Morain Brandon Benjamin Deon Lendore                    | 1:53,51 SB  |
| 5     | Kanada              | Marlon Laidlaw-Allen Adam Gaudes Aaron Brown Benjamin Ayesu-Attah          | 1:53,51 PB  |
| 7     | Australien          | Mitchell Tysoe Cameron Hyde Alexander Beck Jordan Williamsz                | 1:55,45     |
|       | Jamaika             | Kemar Bailey-Cole Waynee Hyman A-Shawni Mitchell Javere Bell               | DNF         |

### Hochsprung
| Platz | Athlet              | Land | Höhe (m) |
| ----- | ------------------- | ---- | -------- |
| 1     | Dmitriy Kroyter     | ISR  | 2,20     |
| 2     | Janick Klausen      | DEN  | 2,20 PB  |
| 3     | Django Lovett       | CAN  | 2.17 PB  |
| 3     | Daniil Zyplakow     | RUS  | 2,17 PB  |
| 5     | Nikita Anishchenkow | RUS  | 2,13 PB  |
| 6     | Andrew Neville      | AUS  | 2,13 PB  |
| 7     | David Adley Smith   | USA  | 2,13 SB  |
| 7     | Andrij Kowaljow     | UKR  | 2,13 PB  |

### Stabhochsprung
| Platz | Athlet                 | Land | Höhe (m) |
| ----- | ---------------------- | ---- | -------- |
| 1     | Jin Min-sub            | KOR  | 5,15 PB  |
| 2     | Carlo Paech            | GER  | 5,10     |
| 3     | Daniel Clemens         | GER  | 5,10     |
| 4     | Witaliy Podgorbunskikh | RUS  | 5,05 PB  |
| 5     | Yu Kawashima           | JPN  | 5,00     |
| 6     | Sergei Grigorjew       | KAZ  | 5,00     |
| 7     | Kévin Menaldo          | FRA  | 4,90 PB  |
| 8     | Ivan Horvat            | CRO  | 4,80     |

### Weitsprung
| Platz | Athlet               | Land | Weite (m) |
| ----- | -------------------- | ---- | --------- |
| 1     | Supanara Sukhasvasti | THA  | 7,65 PB   |
| 2     | Stefan Brits         | RSA  | 7,57      |
| 3     | Yannick Roggatz      | GER  | 7,53 PB   |
| 4     | Tomasz Jaszczuk      | POL  | 7,50 PB   |
| 5     | Ankit Sharma         | IND  | 7,47      |
| 6     | Leon Samuels         | USA  | 7,35      |
| 7     | Hwang Hyeontae       | KOR  | 7,35      |
| 8     | Florent Szezesny     | FRA  | 7,34      |

### Dreisprung
| Platz | Athlet                  | Land | Weite (m) |
| ----- | ----------------------- | ---- | --------- |
| 1     | Ben Williams            | GBR  | 15,91 PB  |
| 2     | Supanara Sukhasvasti    | THA  | 15,70 PB  |
| 3     | Alexander Jurtschenko   | RUS  | 15,66 PB  |
| 4     | Elton Walcott           | TTO  | 15,37     |
| 5     | José Adrián Sornoza     | ECU  | 15,34     |
| 6     | Hamad Abdulla al-Doseri | BHR  | 15,34 PB  |
| 7     | Gregor Traber           | GER  | 15,24     |
| 8     | Madjid Tombolahy        | FRA  | 15,12     |

### Kugelstoßen
| Platz | Athlet               | Land | Weite (m) |
| ----- | -------------------- | ---- | --------- |
| 1     | Ryan Crouser         | USA  | 21,56 CR  |
| 2     | Krzysztof Brzozowski | POL  | 20,89 PB  |
| 3     | Frans Schutte        | RSA  | 20,37 PB  |
| 4     | Lukas Weißhaidinger  | AUT  | 20,19 PB  |
| 5     | Donovan Stebbing     | RSA  | 19,75 PB  |
| 6     | Tomas Walsh          | NZL  | 19,60     |
| 7     | Apostolos Tsakkistos | CYP  | 18,55     |
| 8     | Maxim Afonin         | RUS  | 18,55     |

### Diskuswurf
| Platz | Athlet             | Land | Weite (m) |
| ----- | ------------------ | ---- | --------- |
| 1     | Hamid Manssour     | SYR  | 64,20     |
| 2     | Ryan Crouser       | USA  | 61,64     |
| 3     | Traves Smikle      | JAM  | 61,22 PB  |
| 4     | Alexander Thompson | USA  | 59,69     |
| 5     | Prabhjot Singh     | IND  | 59,59     |
| 6     | Michael Klatsia    | CYP  | 59,59     |
| 7     | Mažvydas Butkus    | LTU  | 59,02     |
| 8     | Liam Speers        | AUS  | 58,53 PB  |

### Hammerwurf
| Platz | Athlet             | Land | Weite (m)    |
| ----- | ------------------ | ---- | ------------ |
| 1     | Chen Hongqiu       | CHN  | 74,93 WYL PB |
| 2     | Suhrob Chodschajew | TJK  | 73,29 PB     |
| 3     | Tomas Kruzliak     | SVK  | 72,17        |
| 4     | Jewgeni Korotowski | RUS  | 70,71        |
| 5     | Huw Peacock        | AUS  | 70,66 PB     |
| 6     | Alec Faldermeyer   | USA  | 69,73        |
| 7     | Vasílios Siákoulis | GRE  | 67,29        |
| 8     | Johannes Limmer    | GER  | 67,02        |

### Speerwurf
| Platz | Athlet            | Land | Weite (m) |
| ----- | ----------------- | ---- | --------- |
| 1     | Huang Shih-feng   | TPE  | 74,00     |
| 2     | Killian Durechou  | FRA  | 73,54     |
| 3     | Braian Toledo     | ARG  | 73,44 PB  |
| 4     | Marcin Krukowski  | POL  | 72,09     |
| 5     | Florian Janischek | GER  | 71,89     |
| 6     | Luanga Andria     | AUS  | 71,33 SB  |
| 7     | Devin Bogert      | USA  | 70,61 PB  |
| 8     | Raymond Dykstra   | CAN  | 69,35 PB  |

### Achtkampf
| Platz | Athlet                  | Land | Punkte   |
| ----- | ----------------------- | ---- | -------- |
| 1     | Kevin Mayer             | FRA  | 6478 WYL |
| 2     | Mohamed Ahmed al-Mannai | QAT  | 6232 PB  |
| 3     | Steffen Klink           | GER  | 6217 PB  |
| 4     | Maksim Fayzulin         | RUS  | 6107     |
| 5     | Taavi Sarapuu           | EST  | 6014 PB  |
| 6     | Václav Sedlák           | CZE  | 5944 PB  |
| 7     | Steffen Klink           | GER  | 6217 PB  |
| 8     | Pawel Rudnew            | RUS  | 5939     |

## Mädchen

### 100 m
| Platz | Athletin           | Land | Zeit (s)  |
| ----- | ------------------ | ---- | --------- |
| 1     | Jodie Williams     | GBR  | 11,39 WYL |
| 2     | Allison Peter      | ISV  | 11,47 PB  |
| 3     | Ashton Purvis      | USA  | 11,48 SB  |
| 4     | Shaunna Thompson   | GBR  | 10,63 SB  |
| 5     | Jordan Clark       | USA  | 11,76     |
| 6     | Fany Chalas        | DOM  | 11,80     |
| 7     | Anasztázia Nguyen  | HUN  | 11,81 PB  |
| 8     | Deandre Whitehorne | JAM  | 11,82     |

### 200 m
| Platz | Athletin          | Land | Zeit (s)  |
| ----- | ----------------- | ---- | --------- |
| 1     | Jodie Williams    | GBR  | 23,08 WYL |
| 2     | Allison Peter     | ISV  | 23,08 WYL |
| 3     | Ashton Purvis     | USA  | 23,15 PB  |
| 4     | Briana Nelson     | USA  | 23,63 PB  |
| 5     | Shaunna Thompson  | GBR  | 23,67 PB  |
| 6     | Mujinga Kambundji | SUI  | 23,92 PB  |
| 7     | Martina Riedl     | GER  | 24,08 PB  |
| 8     | Celia Walters     | JAM  | 24,09     |

### 400 m
| Platz | Athletin          | Land | Zeit (s) |
| ----- | ----------------- | ---- | -------- |
| 1     | Ebony Eutsey      | USA  | 52,88    |
| 2     | Michelle Brown    | USA  | 53,44    |
| 3     | Sandra Wagner     | SWE  | 53,52 PB |
| 4     | Justine Palframan | RSA  | 54,55    |
| 5     | Adelina Pastor    | ROU  | 55,29    |
| 6     | Chizoba Okodogbe  | NGR  | 56,01    |
| 7     | Emmy Fraenk       | AHO  | 56,05    |
| 8     | Afia Charles      | ATG  | 56,09    |

### 800 m
| Platz | Athletin          | Land | Zeit (min) |
| ----- | ----------------- | ---- | ---------- |
| 1     | Cherono Koech     | KEN  | 2:01,67 CR |
| 2     | Ciara Mageean     | IRL  | 2:03,07 PB |
| 3     | Rowena Cole       | GBR  | 2:03,83 PB |
| 4     | Rose Mary Almanza | CUB  | 2:04,31    |
| 5     | Tizita Bogale     | ETH  | 2:04,71 PB |
| 6     | Alawia Maki       | SUD  | 2:05,49    |
| 7     | Olha Ljachowa     | UKR  | 2:05,67 PB |
| 8     | Viktória Gyürkés  | HUN  | 2:12,60    |

### 1500 m
| Platz | Athletin             | Land | Zeit (min) |
| ----- | -------------------- | ---- | ---------- |
| 1     | Nelly Chebet Ngeiywo | KEN  | 4:12,76 PB |
| 2     | Gete Dima            | ETH  | 4:15,16    |
| 3     | Amela Terzić         | SRB  | 4;16,71 PB |
| 4     | Chelsey Sveinsson    | USA  | 4:20,29    |
| 5     | Louise Small         | GBR  | 4:22,73    |
| 6     | Mutsumi Ikeda        | JPN  | 4:23,28 PB |
| 7     | Ioana Doaga          | ROU  | 4:23,65    |
| 8     | Mahiro Akamatsu      | JPN  | 4:23,99    |

### 3000 m
| Platz | Athletin                   | Land | Zeit (min) |
| ----- | -------------------------- | ---- | ---------- |
| 1     | Purity Cherotich Rionoripo | KEN  | 9:03,79    |
| 2     | Jackline Chepngeno         | KEN  | 9:05,93 PB |
| 3     | Genet Yalew                | ETH  | 9:08,95 PB |
| 4     | Emebet Anteneh             | ETH  | 9:18,59 PB |
| 5     | Moe Kyuma                  | JPN  | 9:19,73    |
| 6     | Cui Leyuan                 | CHN  | 9:38,68 PB |
| 7     | Annabel Gummow             | GBR  | 9:42,47    |
| 8     | Kim Do-yeon                | KOR  | 9:44,15 SB |

### 5000 m Bahngehen
| Platz | Athletin                 | Land | Zeit (min)   |
| ----- | ------------------------ | ---- | ------------ |
| 1     | Jelena Laschmanowa       | RUS  | 22:55,45 WYL |
| 2     | Yanelli Caballero        | MEX  | 22:59,27 PB  |
| 3     | Svetlana Vasilyeva       | RUS  | 23:00,15 PB  |
| 4     | Paula Martínez           | ESP  | 23:13,07     |
| 5     | Ekateríni Theodoropoúlou | GRE  | 23:18,95 PB  |
| 6     | Ilse Guerrero            | MEX  | 23:21,38 PB  |
| 7     | Shiori Toba              | JPN  | 23:28,76     |
| 8     | Nanae Harima             | JPN  | 23:34,89     |

### 100 m Hürden
| Platz | Athletin           | Land | Zeit (s) |
| ----- | ------------------ | ---- | -------- |
| 1     | Isabelle Pedersen  | NOR  | 13,23    |
| 2     | Kori Carter        | USA  | 13,26 PB |
| 3     | Bridgette Owens    | USA  | 13,39 PB |
| 4     | Lotta Harala       | FIN  | 13,41 PB |
| 5     | Nooralotta Neziri  | FIN  | 13,44 PB |
| 6     | Ekaterina Bleskina | RUS  | 13,47 PB |
| 7     | Samantha Elliott   | JAM  | 13,54    |
| 8     | Zheng Yarong       | CHN  | 13,64    |

### 400 m Hürden
| Platz | Athletin          | Land | Zeit (s)  |
| ----- | ----------------- | ---- | --------- |
| 1     | Wera Rudakowa     | RUS  | 57,83 WYL |
| 2     | Danielle Dowie    | JAM  | 58,62     |
| 3     | Déborah Rodríguez | URU  | 59,71 PB  |
| 4     | Liu Bili          | CHN  | 60,43 PB  |
| 5     | Angelica Weaver   | USA  | 60,48 SB  |
| 6     | Laura Affeld      | CAN  | 61,98     |
| 7     | Urša Belaj        | SLO  | 62,12     |
| 8     | Ristananna Tracey | JAM  | 62,90     |

### 2000 m Hindernis
| Platz | Athletin                  | Land | Zeit (min)  |
| ----- | ------------------------- | ---- | ----------- |
| 1     | Korahubsh Itaa            | ETH  | 6:11,83 WYB |
| 2     | Lucia Kamene Muangi       | KEN  | 6:11,90 PB  |
| 3     | Halima Hassen             | ETH  | 6:16,83 PB  |
| 4     | Beatrice Jepmwetich Kibor | KEN  | 6:24,76 PB  |
| 5     | Lina Alainentalo          | SWE  | 6:30,32 PB  |
| 6     | Eleanor Fulton            | USA  | 6:37,31 PB  |
| 7     | Gesa Felicitas Krause     | GER  | 6:39,85 PB  |
| 8     | Florencia Borelli         | ARG  | 6:56,67     |

### Sprint-Staffel (100 m – 200 m – 300 m – 400 m)
| Platz | Land               | Athletin                                                                | Zeit (s)    |
| ----- | ------------------ | ----------------------------------------------------------------------- | ----------- |
| 1     | Vereinigte Staaten | Jordan Clark Ashton Purvis Briana Nelson Ebony Eutsey                   | 2:04,32 WYL |
| 2     | Ungarn             | Anasztázia Nguyen Krisztina Komiszár Dorina Vincze Lilla Loránd         | 2:09,22 PB  |
| 3     | Rumänien           | Ana Roșianu Ana Georgiana Alungoaie Sanda Belgyan Adelina Pastor        | 2:09,25 PB  |
| 4     | Bahamas            | V'Alonée Robinson Katarina Smith Rashan Brown Katrina Seymour           | 2:09,33 PB  |
| 5     | Jamaika            | Deandre Whitehorne Celia Walters Danielle Dowie Ristananna Tracey       | 2:09,79 SB  |
| 6     | Polen              | Katarzyna Gwiazdon Klaudia Konopko Malgorzata Linkiewicz Justyna Święty | 2:10,01 SB  |
| 7     | Kanada             | Shai-Anne Davis Leah Walkeden Brittany Lewis Katherine Reid             | 2:10,08     |
| 8     | Japan              | Yuri Nakao Haruka Fujita Yuka Yamamoto Misato Takahashi                 | 2:10,27 SB  |

### Hochsprung
| Platz | Athletin               | Land | Höhe (m) |
| ----- | ---------------------- | ---- | -------- |
| 1     | Alessia Trost          | ITA  | 1,87     |
| 2     | Marija Kutschina       | RUS  | 1,85 PB  |
| 2     | Amy Pejkovic           | AUS  | 1,85 PB  |
| 4     | Alina Rotaru           | ROU  | 1,82 PB  |
| 4     | Airinė Palšytė         | LTU  | 1,82     |
| 6     | Nadja Kampschulte      | GER  | 1,82 PB  |
| 7     | Waleryia Bahdanowitsch | BLR  | 1,79     |
| 8     | Shanay Briscoe         | USA  | 1,79     |

### Stabhochsprung
| Platz | Athletin                 | Land | Höhe (m) |
| ----- | ------------------------ | ---- | -------- |
| 1     | Angelica Bengtsson       | SWE  | 4,32 WYL |
| 2     | Michaela Meijer          | SWE  | 4,10     |
| 3     | Felicia Horvath          | HUN  | 4,00 PB  |
| 3     | Tatjana Stezjuk          | RUS  | 4,00 PB  |
| 5     | Morgann LeLeux           | USA  | 4,00 SB  |
| 6     | Agnieszka Kolasa         | POL  | 3,90     |
| 7     | Ksenija Tschertkoschwili | UKR  | 3,90     |
| 8     | Michaela Donie           | GER  | 3,90 PB  |

### Weitsprung
| Platz | Athletin             | Land | Weite (m) |
| ----- | -------------------- | ---- | --------- |
| 1     | Lu Minjia            | CHN  | 6,22      |
| 2     | Alina Rotaru         | ROU  | 6,09      |
| 3     | Jennifer Clayton     | USA  | 6,05      |
| 4     | Rochelle Farquharson | JAM  | 6,03 PB   |
| 5     | Irisdaymi Herrera    | CUB  | 6,02      |
| 6     | Franziska Geier      | GER  | 6,01      |
| 7     | Krystyna Hryschutyna | UKR  | 5,99      |
| 8     | A'Lexus Brannon      | USA  | 5,90      |

### Dreisprung
| Platz | Athletin          | Land | Weite (m) |
| ----- | ----------------- | ---- | --------- |
| 1     | Jana Borodina     | RUS  | 13,63 WJL |
| 2     | Deng Lina         | CHN  | 13,57 PB  |
| 3     | Valeriya Kanatova | UZB  | 13,45     |
| 4     | Jekaterina Ektowa | KAZ  | 13,36 PB  |
| 5     | Tatiana Cicanci   | MDA  | 13,03 PB  |
| 6     | Kristiina Mäkelä  | FIN  | 13,03 PB  |
| 7     | Ciarra Brewer     | USA  | 12,97     |
| 8     | Anastasija Saenko | RUS  | 12,87     |

### Kugelstoßen
| Platz | Athletin          | Land | Weite (m) |
| ----- | ----------------- | ---- | --------- |
| 1     | Lena Urbaniak     | GER  | 15,28     |
| 2     | Margaret Satupai  | SAM  | 14,96 SB  |
| 3     | Dong Yangzi       | CHN  | 14,65 PB  |
| 4     | Laurine Normann   | GER  | 14,60     |
| 5     | Lívia Avancini    | BRA  | 14,24 PB  |
| 6     | Mariela Hernández | MEX  | 14,00 PB  |
| 7     | Mariana Marcelino | BRA  | 13,65     |
| 8     | Elçin Kaya        | TUR  | 13,49     |

### Diskuswurf
| Platz | Athletin            | Land | Weite (m) |
| ----- | ------------------- | ---- | --------- |
| 1     | Li Shanshan         | CHN  | 51,65     |
| 2     | Alex Collatz        | USA  | 50,09     |
| 3     | Shanice Craft       | GER  | 49,15     |
| 4     | Margaret Satupai    | SAM  | 49,06 PB  |
| 5     | Simoné Meyer        | RSA  | 48,57     |
| 6     | Lena Urbaniak       | GER  | 48,56     |
| 7     | Wiktorija Klotschko | UKR  | 48,18     |
| 8     | Arasay Morales      | CUB  | 46,20     |

### Hammerwurf
| Platz | Athletin             | Land | Weite (m) |
| ----- | -------------------- | ---- | --------- |
| 1     | Barbara Špiler       | SLO  | 59,33     |
| 2     | Kıvılcım Kaya        | TUR  | 57,91 SB  |
| 3     | Bianca Lazar Fazecas | ROU  | 56,41 PB  |
| 4     | Rana Taha Ibrahim    | EGY  | 54,55     |
| 5     | Elina Uustalo        | FIN  | 54,52     |
| 6     | Junia Koivu          | FIN  | 53,57     |
| 7     | Linn Jonsson         | SWE  | 53,42     |
| 8     | Alexia Sedykh        | FRA  | 53,03     |

### Speerwurf
| Platz | Athletin               | Land | Weite (m) |
| ----- | ---------------------- | ---- | --------- |
| 1     | Anastasiya Svechnikova | UZB  | 53,25 SB  |
| 2     | Wu You                 | CHN  | 52,04 PB  |
| 3     | Laura Henkel           | GER  | 51,47 PB  |
| 4     | Marija Vučenović       | SRB  | 51,42     |
| 5     | Liina Laasma           | EST  | 50,99 PB  |
| 6     | Līna Mūze              | LAT  | 50,36 PB  |
| 7     | Marta Kakol            | POL  | 50,01     |
| 8     | Lismania Muñoz         | CUB  | 49,85     |

### Siebenkampf
| Platz | Athletin                  | Land | Punkte  |
| ----- | ------------------------- | ---- | ------- |
| 1     | Katarina Johnson-Thompson | GBR  | 5750 WL |
| 2     | Laura Ikauniece           | LAT  | 5647 PB |
| 3     | Kira Biesenbach           | GER  | 5423 PB |
| 4     | Xénia Krizsán             | HUN  | 5353    |
| 5     | Elodie Jakob              | SUI  | 5328 PB |
| 6     | Deborah Brodersen         | GER  | 5211 PB |
| 7     | Tania Mayer               | SUI  | 5086 PB |
| 8     | France Paul               | FRA  | 5005 PB |

## Abkürzungen
- WR = Weltrekord
- WU20R = U20-Weltrekord
- OR = olympischer Rekord
- YOR = olympischer Jugendrekord
- AR = Kontinentalrekord
- AU20R = U20-Kontinentalrekord
- NR = nationaler Rekord
- NU20R = nationaler U20-Rekord
- CR = Meisterschaftsrekord
- MR = Veranstaltungsrekord
- WB = Weltbestleistung
- WU20B = U20-Weltbestleistung
- WU18B = U18-Weltbestleistung
- AB = Kontinentalbestleistung
- AU20B = U20-Kontinentalbestleistung
- AU18B = U18-Kontinentalbestleistung
- NB = nationale Bestleistung
- NU20B = nationale U20-Bestleistung
- NU18B = nationale U18-Bestleistung
- PB = persönliche Bestleistung
- SB = persönliche Saisonbestleistung
- QB = Qualifikationsbestleistung
- WL = Weltjahresbestleistung
- WU20L = U20-Weltjahresbestleistung
- WU18L = U18-Weltjahresbestleistung
- DSQ = disqualifiziert (engl. Disqualified)
- DNS = Wettkampf nicht angetreten (engl. Did Not Start)
- DNF = Wettkampf nicht beendet (engl. Did Not Finish)

## Medaillenspiegel
| Medaillenspiegel (Endstand nach 40 Entscheidungen) | Medaillenspiegel (Endstand nach 40 Entscheidungen) | Medaillenspiegel (Endstand nach 40 Entscheidungen) | Medaillenspiegel (Endstand nach 40 Entscheidungen) | Medaillenspiegel (Endstand nach 40 Entscheidungen) | Medaillenspiegel (Endstand nach 40 Entscheidungen) |
| Platz                                              | Land                                               | Gold                                               | Silber                                             | Bronze                                             | Gesamt                                             |
| -------------------------------------------------- | -------------------------------------------------- | -------------------------------------------------- | -------------------------------------------------- | -------------------------------------------------- | -------------------------------------------------- |
| 01                                                 | Kenia                                              | 6                                                  | 7                                                  | 1                                                  | 14                                                 |
| 02                                                 | Vereinigte Staaten                                 | 6                                                  | 5                                                  | 5                                                  | 16                                                 |
| 03                                                 | Vereinigtes Königreich                             | 4                                                  | 1                                                  | 1                                                  | 6                                                  |
| 04                                                 | Russland                                           | 3                                                  | 2                                                  | 4                                                  | 9                                                  |
| 05                                                 | Volksrepublik China                                | 3                                                  | 2                                                  | 1                                                  | 6                                                  |
| 06                                                 | Deutschland                                        | 2                                                  | 1                                                  | 6                                                  | 9                                                  |
| 07                                                 | Schweden                                           | 2                                                  | 1                                                  | 1                                                  | 4                                                  |
| 08                                                 | Grenada                                            | 2                                                  | 0                                                  | 0                                                  | 2                                                  |
| 09                                                 | Äthiopien                                          | 1                                                  | 1                                                  | 4                                                  | 6                                                  |
| 10                                                 | Frankreich                                         | 1                                                  | 1                                                  | 0                                                  | 2                                                  |
| 10                                                 | Thailand                                           | 1                                                  | 1                                                  | 0                                                  | 2                                                  |
| 12                                                 | Italien                                            | 1                                                  | 0                                                  | 2                                                  | 3                                                  |
| 13                                                 | Usbekistan                                         | 1                                                  | 0                                                  | 1                                                  | 2                                                  |
| 14                                                 | Kuba                                               | 1                                                  | 0                                                  | 0                                                  | 1                                                  |
| 14                                                 | Israel                                             | 1                                                  | 0                                                  | 0                                                  | 1                                                  |
| 14                                                 | Südkorea                                           | 1                                                  | 0                                                  | 0                                                  | 1                                                  |
| 14                                                 | Norwegen                                           | 1                                                  | 0                                                  | 0                                                  | 1                                                  |
| 14                                                 | Slowenien                                          | 1                                                  | 0                                                  | 0                                                  | 1                                                  |
| 14                                                 | Syrien                                             | 1                                                  | 0                                                  | 0                                                  | 1                                                  |
| 14                                                 | Chinesisch Taipeh                                  | 1                                                  | 0                                                  | 0                                                  | 1                                                  |
| 21                                                 | Amerikanische Jungferninseln                       | 0                                                  | 2                                                  | 0                                                  | 2                                                  |
| 22                                                 | Kanada                                             | 0                                                  | 1                                                  | 2                                                  | 3                                                  |
| 22                                                 | Rumänien                                           | 0                                                  | 1                                                  | 2                                                  | 3                                                  |
| 24                                                 | Jamaika                                            | 0                                                  | 1                                                  | 1                                                  | 2                                                  |
| 24                                                 | Südafrika                                          | 0                                                  | 1                                                  | 1                                                  | 2                                                  |
| 24                                                 | Ungarn                                             | 0                                                  | 1                                                  | 1                                                  | 2                                                  |
| 27                                                 | Australien                                         | 0                                                  | 1                                                  | 0                                                  | 1                                                  |
| 27                                                 | Brasilien                                          | 0                                                  | 1                                                  | 0                                                  | 1                                                  |
| 27                                                 | Dänemark                                           | 0                                                  | 1                                                  | 0                                                  | 1                                                  |
| 27                                                 | Irland                                             | 0                                                  | 1                                                  | 0                                                  | 1                                                  |
| 27                                                 | Lettland                                           | 0                                                  | 1                                                  | 0                                                  | 1                                                  |
| 27                                                 | Mexiko                                             | 0                                                  | 1                                                  | 0                                                  | 1                                                  |
| 27                                                 | Polen                                              | 0                                                  | 1                                                  | 0                                                  | 1                                                  |
| 27                                                 | Katar                                              | 0                                                  | 1                                                  | 0                                                  | 1                                                  |
| 27                                                 | Samoa                                              | 0                                                  | 1                                                  | 0                                                  | 1                                                  |
| 27                                                 | Spanien                                            | 0                                                  | 1                                                  | 0                                                  | 1                                                  |
| 27                                                 | Tadschikistan                                      | 0                                                  | 1                                                  | 0                                                  | 1                                                  |
| 27                                                 | Türkei                                             | 0                                                  | 1                                                  | 0                                                  | 1                                                  |
| 39                                                 | Argentinien                                        | 0                                                  | 0                                                  | 1                                                  | 1                                                  |
| 39                                                 | Eritrea                                            | 0                                                  | 0                                                  | 1                                                  | 1                                                  |
| 39                                                 | Japan                                              | 0                                                  | 0                                                  | 1                                                  | 1                                                  |
| 39                                                 | Serbien                                            | 0                                                  | 0                                                  | 1                                                  | 1                                                  |
| 39                                                 | Slowakei                                           | 0                                                  | 0                                                  | 1                                                  | 1                                                  |
| 39                                                 | Sudan                                              | 0                                                  | 0                                                  | 1                                                  | 1                                                  |
| 39                                                 | Ukraine                                            | 0                                                  | 0                                                  | 1                                                  | 1                                                  |
| 39                                                 | Uruguay                                            | 0                                                  | 0                                                  | 1                                                  | 1                                                  |
| Gesamt                                             | Gesamt                                             | 40                                                 | 41                                                 | 41                                                 | 122                                                |